# The Qube (Vancouver)
The Qube ist ein 1969 errichtetes Gebäude in der kanadischen Stadt Vancouver. Es war zuvor als Westcoast Transmission Company Building (1969–2000) und Duke Energy Building (2000–2004) bekannt.

## Geschichte
Das Gebäude wurde 1970 mit dem Design in Steel Award des American Iron and Steel Institute ausgezeichnet.
Zunächst befanden sich in dem Gebäude Büros der Energiefirma Westcoast Transmission Co., ab 2000 Duke Energy. 2004/2005 wurde das Gebäude renoviert, seitdem befinden sich Wohnungen in dem Bau.

## Architektur
Im Zentrum des Gebäudes befindet sich ein Sockel aus Stahlbeton. Die dreizehn Stockwerke sind an Stahlseilen aufgehängt, die am Sockel befestigt sind. Das Gebäude gilt durch seine Bauweise als besonders erdbebensicher.

## Sonstiges
Das Gebäude erlangte als Drehort für das Hauptquartier der Phoenix Foundation in der Fernsehserie MacGyver gewisse Bekanntheit.

## Galerie

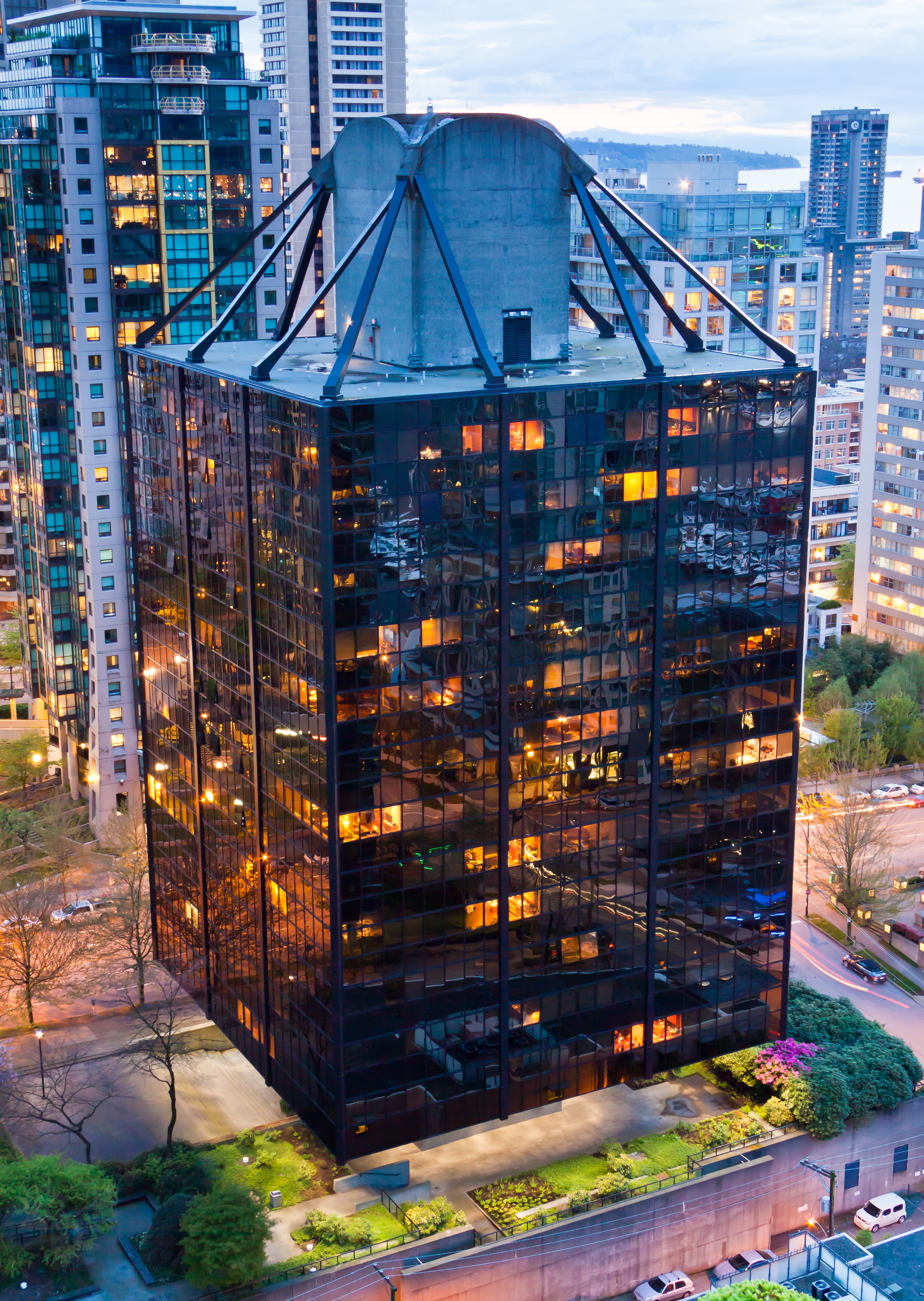
Sicht aus Nordwestrichtung
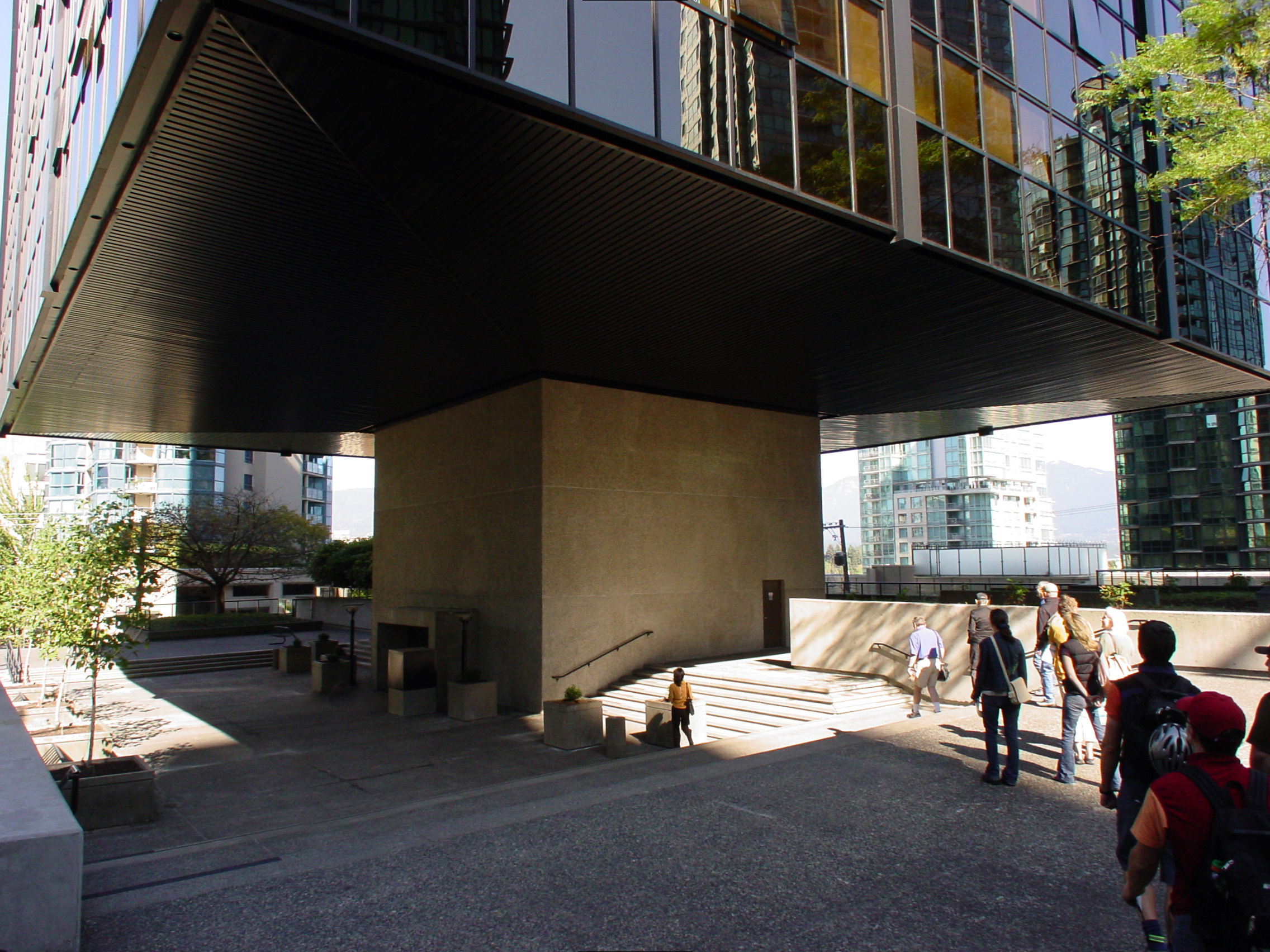
Betonpfeiler Eingang
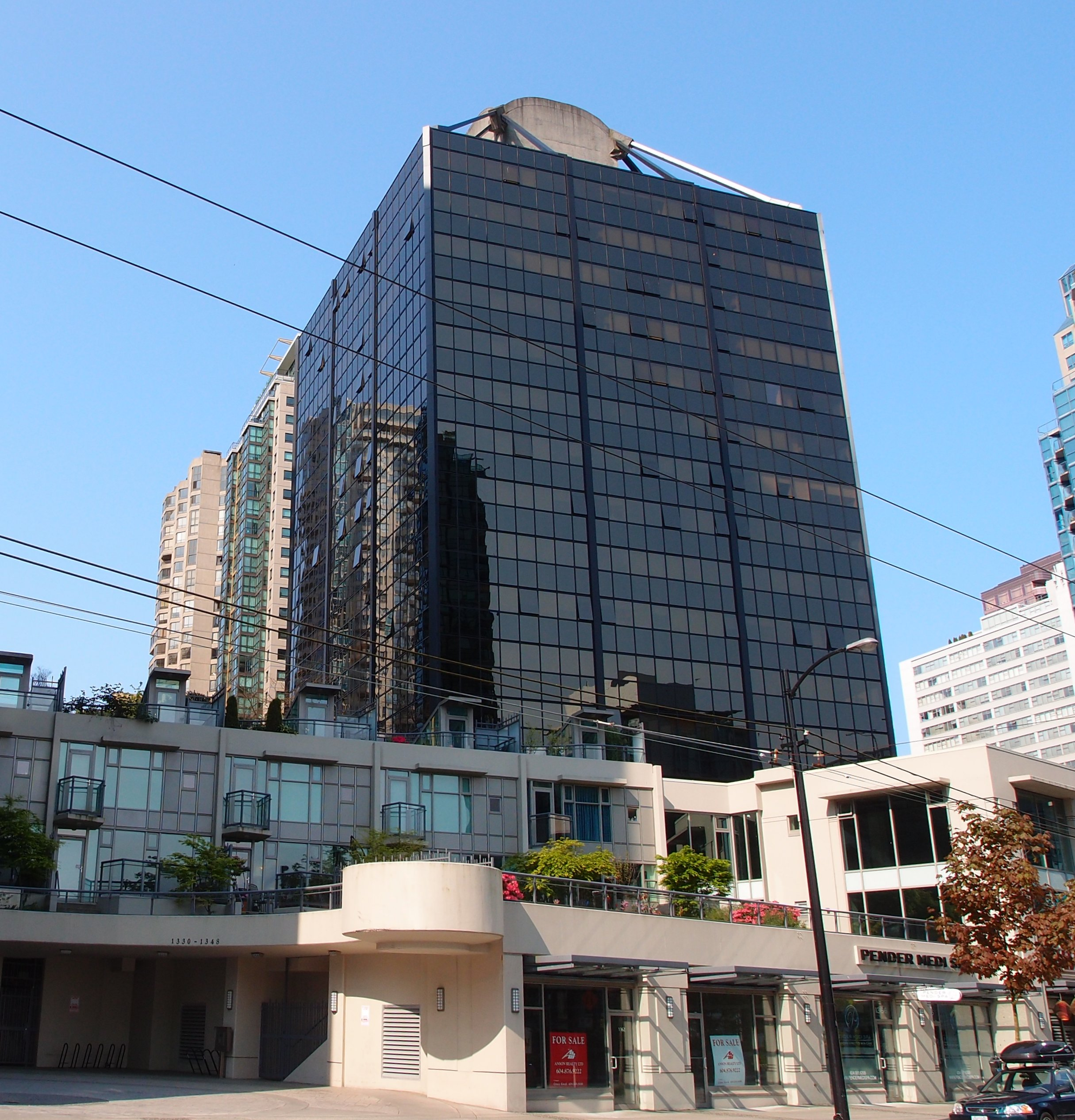
Sicht aus Nordrichtung von der West Pender Street
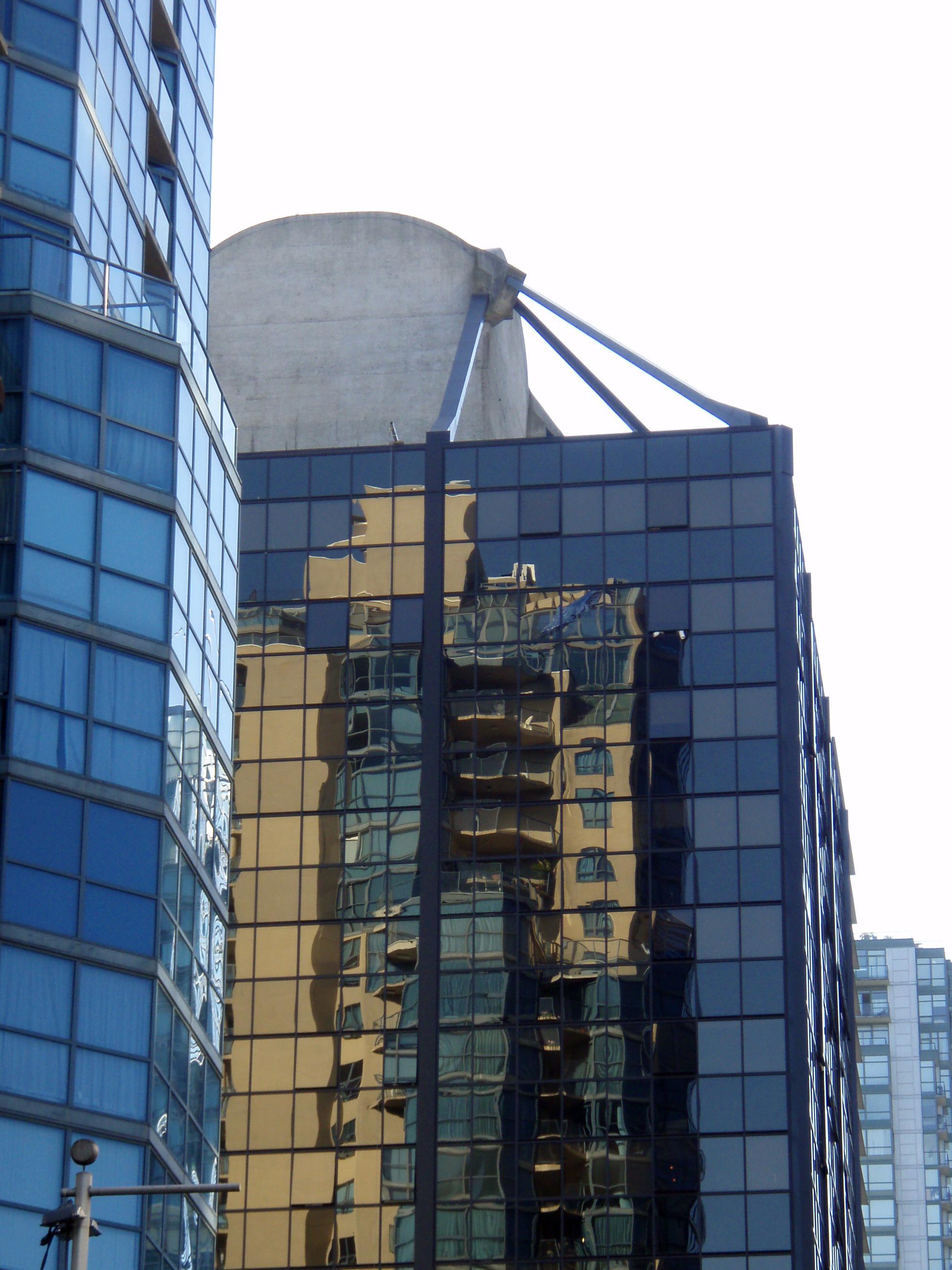
Sicht aus Westen von der West Georgia Street
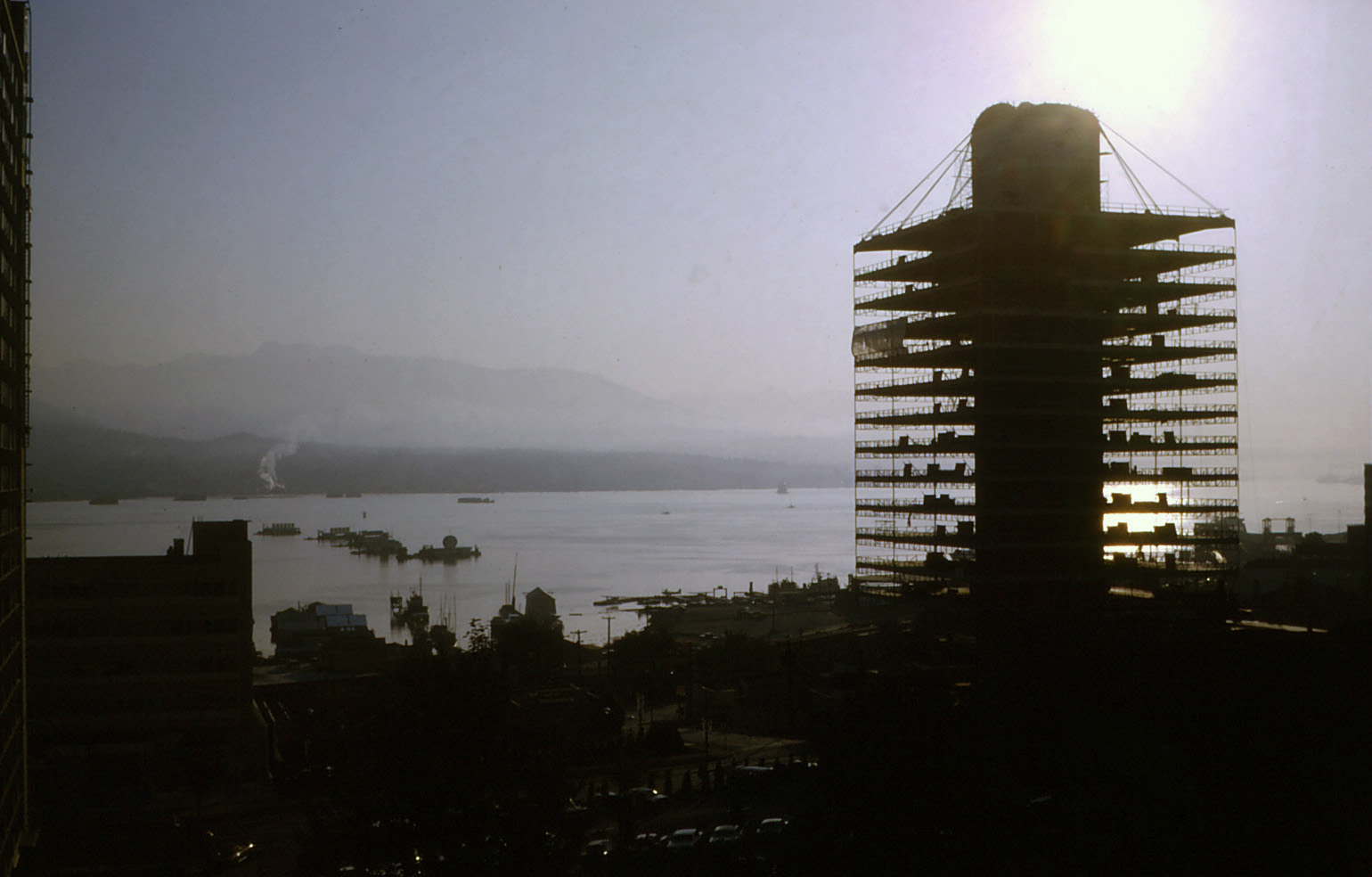
The Qube während des Baus 1969